# IQ and the Wealth of Nations
IQ and the Wealth of Nations är en kontroversiell bok utgiven 2002, vars författare är Richard Lynn och Tatu Vanhanen, den förre professor emeritus i psykologi vid University of Ulster, Nordirland, den senare professor emeritus i statskunskap vid Tammerfors universitet i Finland. I boken hävdas att skillnaderna i olika länders ekonomiska förmåga delvis har sin förklaring i skillnader i invånarnas intelligens. Data i materialet utgörs av författarnas uppskattningar av genomsnittlig IQ för varje land, baserade på analys av publicerade rapporter. Slutsatsen är att den logaritmerade bruttonationalprodukten (BNP) per capita är korrelerad med medel-IQ i landet, även om de inte hävdar att det är den enda påverkande faktorn. 
Kritik har riktats såväl mot deras metodik och urval av data som deras slutsatser.
2006 skrev författarna en ny book, IQ and Global Inequality, med utökade data och försvar mot kritik, som även den har mötts av liknande kritik.

## Uppskattningar av länders IQ

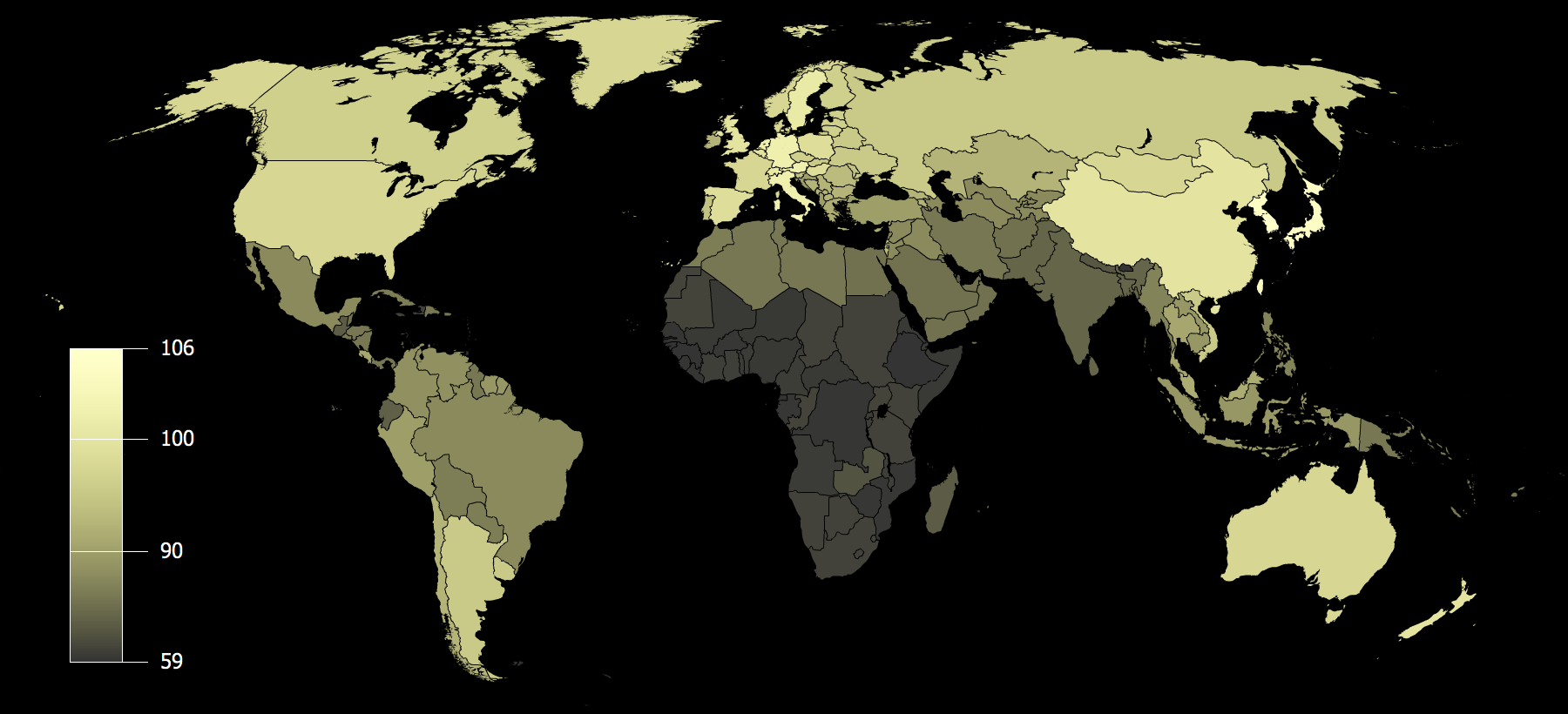
National IQ estimates from IQ and the Wealth of Nations 2002

En tabell som Lynn och Vanhanen menar visar världens länders IQ är central för resonemangen som förs i boken. Författarna använder medelvärden och justeringar av redan publicerade data.[källa behövs]
I de flesta fallen är de värden som använts ett medelvärde av omkring 3 studier. Antalet försökspersoner i varje studie har oftast varit förhållandevis litet, ibland mindre än 200-300. Undantag från detta förhållande är USA och Japan, för vilka det finns tillgängliga resultat från mätningar med flera tusen deltagare. Studier vars resultat vägts samman har ofta ägt rum med längre tids mellanrum, och med olika mätmetoder.[källa behövs]
Man har också justerat flera resultat jämfört med Storbritanniens resultat som togs som index 100. När hela världens befolkning räknas samman med detta index som grund blir medel-IQ i världen ungefär 90, vilket avviker från den standardkalibrering som fastslår att medelintelligens skall återspeglas av IQ 100. Dock är denna standardkalibrering endast för det land där IQ testet gjordes vilket vanligen är ett industriland med hög IQ.[källa behövs]
För att korrigera för Flynneffekten (med tiden stigande värden för IQ) har författarna justerat äldre undersökningars värden uppåt (för att kompensera för gamla mätvärden). På grund av dessa osäkra justeringar och det faktum att bara begränsade data finns för de flesta nationer bör de värden som boken presenterar betraktas som uppskattningar, och kan förväntas variera med +/- 6-7 poäng. [källa behövs]
Flera länders värden förtjänar att nämnas speciellt. För att få ett värde för Sydafrika använde författarna undersökningsdata från vita sydafrikanska studenter och räknade fram ett medeltal med hjälp av ett förväntat värde för den svarta befolkningen, och fick på sätt värdet 72. Mätetalet för Israel kom till på liknande sätt, genom att man beräknade medelvärden för olika undersökningar gjorda i olika etniska grupper i landet. För att få ett tal för Kina tog författarna mätetalet för Singapore - 106 - och drog av 6 för att kompensera för Kinas förväntat lägre mätetal på dess landsbygd. [källa behövs]
I omkring hälften av de 185 länder som omnämns i boken finns inga mätningar publicerade. I dessa fall uppskattades IQ genom att man beräknade genomsnitt av omkringliggande länder. Exempelvis El Salvadors värde tillkom genom att man använde ett medelvärde för Guatemala (79) och Colombia (88) vilka gav medelvärdet 84.[källa behövs]
Det bör omnämnas att IQ ingalunda är ett oomstritt mått på intelligens, speciellt i tredje världens befolkningar. Speciellt bör omnämnas att de flesta individer i en befolkning inte kan förväntas ha "landets genomsnittliga IQ", och att det är allmänt accepterat att många faktorer inklusive miljö, kultur,[källa behövs] demografi,[källa behövs] välstånd, miljöförorening och utbildningsmöjligheter,[källa behövs] påverkar en individs uppmätta IQ.
En möjlig invändning är att de länder som uppnår högst mätetal i IQ-mätningar är de länder där tester utgör en viktig del i utbildningssystemet, och att många av dessa tester i mångt liknar IQ-tester.[källa behövs]  I dessa länder där studenter anstränger sig hårt för att klara sina examinationer är det möjligt att det högre IQ-resultatet beror av denna övning.[källa behövs] Mot detta kan invändas att upprepad testning med olika versioner av ett IQ-test genomsnittligt endast ger en liten ökning av testresultaten.[källa behövs]
Det finns flera svårigheter när det gäller att jämföra IQ mellan olika kulturer och språkområden. Först och främst måste vissa tester översättas och anpassas till kulturella skillnader. På grund av detta använder många tester muntliga uppgifter, med analogi-frågor och liknande, och skriftliga uppgifter med bilder, diagram och begreppsförståelsefrågor (in-ut, stor-liten och så vidare). Vissa IQ-tester som Ravens matriser behöver ingen översättning. Tillvägagångssätten brukar ge jämförbara resultat.[källa behövs]

### Specialfall
I flera fall stämde inte IQ exakt överens med BNP. I dessa fall menade författarna att skillnaderna i BNP beror på naturresurser, och på huruvida landet tillämpade en "planekonomi" eller "marknadsekonomi". Ett exempel på detta var Qatar, vars IQ uppskattades av Lynn och Vanhanen till cirka 78, men trots detta hade en BNP per capita på omkring 17000 USD. Författarna förklarar Qatars oproportionerligt höga BNP med landets oljeresurser. Författarna anser att Kinas BNP per capita på omkring 4500 USD, trots att Kinas befolkning enligt studien har högre medel-IQ än något annat land, förklaras av att landet haft en socialistisk ekonomi under stor del av den moderna historien. Författarna anser också att kommunistiska länder de tror har en hög IQ - inklusive Kina, Vietnam och Nordkorea - skulle kunna höja sin BNP genom att överge sin centralstyrda ekonomi.[källa behövs]

## Debatt
Bokens känsliga centrala slutsatser gav upphov till debatt, eftersom den enklast uttryckt hävdar att svarta är mindre intelligenta än vita och asiater. Författaren till boken, Tatu Vanhanen, är far till Finlands tidigare statsminister, centerpartisten Matti Vanhanen. Detta har väckt stor debatt, främst i Finland. Vanhanen har krävts på kommentarer om boken, men har hittills inte svarat. Detta tolkas av vissa som att Matti Vanhanen delar sin fars åsikter. Tatu Vanhanen hävdar dock i en intervju att han inte är rasist utan att det rör sig om ett naturfenomen, och att han vill att de rika länderna visar solidaritet med de fattigare.[källa behövs]
Boken har citerats upprepade gånger i populärpressen, framförallt den konservativa brittiska tidningen The Times. Boken har varit föremål för debatt i den akademiska världen och fått både positiva och negativa omdömen.[källa behövs]

## Liknande studier
IQ and the Wealth of Nations utsattes inte för fackgranskning innan den publicerades. Däremot har fackgranskade artiklar använt sig av de data som presenterades i boken och vissa av dessa har också kommenterat bokens slutsatser. 
Thomas Volken skriver att studien är "vare sig metodologiskt eller teoretiskt övertygande." Volken är skeptisk till författarnas IQ-data, men godtar för diskussionens skull att de är korrekta. Med den utgångspunkten kritiserar han sedan de statistiska metoder som använts och menar att det inte går att påvisa en effekt på tillväxt eller inkomst. Med samma grundantagande om att IQ-data är korrekta kommer Garret Jones och W. Joel Schneider fram till en stark koppling mellan intelligens och tillväxt.
År 2006 gjordes en ny analys av Lynn och Vanhanens hypotes av R.E. Dickerson. Dickerson menade att data för IQ och BNP beskrevs bäst genom en exponentiell funktion, där IQ förklarade approximativt 70% av variationen i BNP. Dickerson sammanfattade att ett grov tumregel kunde vara att "en ökning av medel-IQ med 10 poäng resulterar i en dubbling av BNP/capita."

## Kritik
Flera negativa kommentarer har publicerats i den akademiska litteraturen. Susan Barnett och Wendy Williams skrev "vi ser en konstruktion som byggts på lager efter lager av godtyckliga antaganden och selektiv tolkning av fakta. De fakta på vilken boken grundar sig är av tveksam giltighet och används på sätt som inte kan rättfärdigas". De skrev också att internationella jämförelser är "praktiskt taget meningslösa" 
Ken Richardson skrev "detta är inte så mycket vetenskap som ett socialt korståg. Pioneer Fund of America, vilka tidigare stått bakom många tveksamma teser, kommer inte att tillskrivas särskilt mycket för att ha medverkat till denna". 
Thomas Nechyba nämnde de "relativt svaga underlaget och tveksamma antagandena" 
Astrid Ervik undrade om "folk i rika länder är smartare än de i fattiga länder?" och drog slutsatsen att "författarna misslyckas med att lägga fram övertygande bevisning och tycks dra förhastade slutsatser".
Richard Nisbett hävdade 2004 i sin The Geography of Thought att några av dessa regionala olikheter formade varaktiga kulturella karaktärsdrag, till exempel den kollektivism som uppstod i och med konstbevattningen av ris i Östasien, jämfört med det antika Greklands individualism, till exempel vallning, maritim merkantilism och inkomstbringande varor som vin och olivolja (s 34–35).
Det råder oenighet om definitionen och användningen av IQ och intelligens. Det är också vedertaget att många miljöfaktorer kan påverka uppmätt IQ. Författarna instämmer i detta, särskilt vad avser betydelsen av näring och hälsa för IQ, men hävdar också, mer kontroversiellt, att det finns en stor genetisk påverkan. 
Slutligen kan Flynneffekten i framtiden mycket väl reducera eller eliminera olikheter i IQ mellan nationer. Med dagens IQ-mått mätt var medel-IQ i USA år 1932, enligt Stanford-Binets första standardprov, 80. Det finns även forskare som hävdar att i och med att Flynneffekten först uppkom i rikare länder är det även här som den först kommer att försvinna. Detta medför att skillnaden i IQ mellan länder minskar. Richardson hävdade 2004, och använde därvid Flynneffekten som det bästa beviset, att Lynn har missuppfattat orsakssambandet och föreslog att "medel-IQ hos en befolkning är bara ett index på medelklassens storlek, något som är ett resultat av den industriella utvecklingen".

## Amerikanska delstater
Vissa källor, såsom tidningen The Economist har rapporterat om en lista över IQ i olika amerikanska delstater från IQ and the Wealth of Nations. The Economist medgav dock senare att sådana fakta inte förekommer i boken. Det är okänt huruvida denna information är faktabaserad eller ej.